# Vương cung thánh đường Thánh giá ở Kežmarok
Vương cung thánh đường Thánh giá ở Kežmarok (tiếng Slovakia: Bazilika svätého Kríža v Kežmarok) là một nhà thờ giáo xứ Công giáo La Mã được xây dựng theo phong cách kiến trúc Gothic, tọa lạc ở thị trấn Kežmarok, vùng Prešov, Slovakia. Năm 1998, nhà thờ được tuyên bố là một tiểu vương cung thánh đường, trở thành vương cung thánh đường đầu tiên ở Slovakia không được dành để tôn kính Đức Mẹ. Vào ngày 4 tháng 12 năm 1981, vương cung thánh đường Thánh giá ở Kežmarok được ghi danh vào Danh sách Di tích Trung ương theo quyết định của Bộ Văn hóa Cộng hòa Slovakia.

## Lịch sử
Vương cung thánh đường Thánh giá ở Kežmarok được xây dựng trong khoảng thời gian 1444 - 1498 trên địa điểm trước đó từng tồn tại một nhà thờ giáo xứ cũ, được xây dựng vào khoảng năm 1320 và bị thiêu rụi vào năm 1443. Vương cung thánh đường Thánh giá ở Kežmarok là một tòa nhà lớn và là một trong những nhà thờ lớn nhất ở Hungary vào thời điểm mới xây dựng. Trên bàn thờ chính của nhà thờ có tác phẩm điêu khắc Chúa Giêsu bị đóng đinh trên thập giá, tác giả là nhà điêu khắc Paul xứ Levoča.